# Olivier Bernard (football, 1965)
Pour les articles homonymes, voir Olivier Bernard et Bernard.
Olivier Bernard est un footballeur français né le 31 mars 1965 qui évoluait au poste d'attaquant.

## Biographie
Formé au FC Gueugnon, International minimes, il gravit les échelons des équipes de jeunes jusqu'aux 16 ans nationaux, avant d'être repéré par de grands clubs, dont l'AS Monaco. Il signe un contrat d'aspirant avec l'ASM et fait toutes ses classes sur le rocher, au contact de grands joueurs du championnat de D1, Gérard Banide entraîneur des pros veut le conserver mais ce dernier est remercié par le club, il veut alors l'emmener avec lui au FC Mulhouse mais le joueur quitte alors le club pour rejoindre l'Olympique lyonnais et Robert Herbin en Division 2. Il joue vingt cinq matchs pour un but avant d'être gravement blessé à la cuisse. Il reste ensuite, plus de deux ans sans jouer avant de faire son retour au FC Gueugnon, ou il évolue à nouveau en 2e division. 
Après sa carrière de joueur, Olivier devient agent de joueurs, et participe efficacement à alimenter le recrutement du FC Gueugnon sous l'ère Georges Bernard/Gilbert Pithioud avec de nombreuses réussites, pour des joueurs venus se relancer au Club forgeron. Toujours en activité, Olivier participe parfois aux entraînements des anciens.